# 张学忠
张学忠（1943年2月—），甘肃兰州人，中华人民共和国政治人物。早年在兰州曾与胡锦涛共事。曾任兰州军区司令秘书。

## 生平
1960年12月加入中國共產黨。1961年7月參加工作。1966年蘭州大學業餘大學漢語言文學專業畢業。歷任蘭州師範學校附屬小學教員，甘肅省人防辦秘書處秘書，蘭州軍區司令部辦公室秘書，武威縣法放公社黨委書記，中共榆中縣委書記，中共兰州市委副書記，中共隴南地委書記。1989年後任甘肃省人民政府副省長。
1990年任中共西藏自治区党委副書記。1994年任中华人民共和国人事部副部長、中共人事部黨組成員、黨組副書記。1999年6月至12月兼任中共中央大型企業委員。2000年11月任中共人事部黨組書記，同年12月任人事部部長。
2002年12月至2006年12月任中共四川省委委員、常委、書記。2003年1月在四川省第十屆人民代表大會第一次會議上當選為四川省人大常委會主任。2004年在四川汉源兴建瀑布沟水电站项目上由于当地未能妥善处理移民补偿问题，导致大规模抗争活动，造成人员伤亡。张学忠也在试图安抚群众的过程中被扣作人质，后被增援的武警及解放军救出。
2006年12月任十屆全國人大內務司法委員會副主任委員。2008年，担任全国人大常委会委员、全国人大内务司法委员会副主任委员。中共第十六屆中央委員，第十一屆全國人大常委會委員。